# Kołomje (przystanek kolejowy)
Kołomje (ukr. Колом'є) – przystanek kolejowy w miejscowości Kołomje, w rejonie szepetowskim‎, w obwodzie chmielnickim, na Ukrainie.